# جيمي مايكل
جيمي مايكل (بالإنجليزية: Jimmy Michael)‏ مواليد 18 أغسطس 1877 في ويلز - الوفاة 21 نوفمبر 1904، كان دراج ويلزي سابق في صنف سباق الدراجات على المضمار. سبق أن شارك في دورة الألعاب الأولمبية الصيفية وفاز بميدالية أولمبية. حقق أيضا ميدالية في دورة ألعاب الكومنولث.

## سجل النتائج

### سباقات أو مراحل فاز بها
- طواف فرنسا
- طواف إسبانيا
- طواف سويسرا
- طواف إيطاليا

## الميداليات
| الميدالية | المسابقة                               |
| --------- | -------------------------------------- |
| ذهبية     | بطولة العالم للدراجات على المضمار 1992 |
| ذهبية     | دورة الألعاب الأمريكية 1987            |

## روابط خارجية
- جيمي مايكل على موقع أرشيف الدراجات (الإنجليزية)